# S-KEY-A
S-KEY-A（スキア）は、日本の女性シンガー、作詞家、ボイストレーナーである。

## 概要

### 来歴
Mariah Carey "Emotions"に衝撃を受け、14歳で歌うことを志す。その後アメリカ留学を経験し、帰国後は首都圏でのライブ活動と並行して楽曲制作を開始。2006年、Nao'ymt（安室奈美恵, 三浦大知 etc.）とのコラボレーションによる「Boom Boom Boom」でiTunesデビュー。R&B/ソウルチャートで3位のスマッシュヒットを飛ばしたのち、U-Key Zone（宏実, 黒木メイサ etc.）プロデュースによる「アイシテル」（2007年）、人気男性R&BシンガーCIMBAにフィーチャーされたT-SKプロデュース「香水 Part.II feat. 宏実, S-key-A」（2009年）など、主にiTunes配信を中心にリリースを続けるかたわら、ヴォイストレーナーとして後進の育成・指導などにも力を入れる。
彼女の透き通る様なクリスタル・ヴォイスは、常に切ない憂いを帯びながらも、何色にも染まらない力強さを感じさせ、R&Bファンだけでなく多くのリスナーを魅了する。等身大のソングライティングにも定評があり、国内では数少ないオーセンティックなシンガーとして、特に女子中高生など若年層からの注目を集めはじめている。
2013年にはEXILEの妹分であるヴォーカルダンスグループFlowerへの作詞提供、そして2014年にメジャーデビューしたアイドルグループGEMへの作詞提供など、作詞家としても活動を開始。
2014年1月29日には、プロデューサーに石井健太郎を迎えた自身初の両A面シングル『I know…/Gift』を発売。

## ディスコグラフィー
iTunes store配信
- "Boom Boom Boom" （2006年7月12日）
- "アイシテル"、"アイシテル (T-btz remix)" （2007年11月7日）
- "Okay" （2008年4月30日）
- "Stay gold" コンピレーションアルバムZEROSTA season2収録（2014年6月27日）

コンピレーションアルバム
- Various Artist "Girls Be Ambitious!!" （2008年3月26日）
2枚目 M7 "アイシテル"
- Various Artist "Nao'ymt wit' -1st season- （2008年4月30日）
M2 "Okay"
M13 "Boom Boom Boom"
- Various Artist "EMOTIONAL SCENE" （2012年12月1日） 石井健太郎プロデュース、日本・台湾同時リリース
"願い"

フィーチャリング
- CIMBA feat.宏実 & S-key-A "香水 Part.II"（2009年12月2日）
CIMBA アルバム"REPLAY"収録。
- 歩×S-KEY-A "モノクロカラー"  （2011年8月30日・限定無料配信）
- BYG daddy feat.S-KEY-A "F-L-Y"（2011年10月12日）
BYG daddy アルバム"ZAP"収録。
- Yoshi from Junk Unit "Free Style Bounce feat.S-KEY-A"（2020年5月23日）

シングル
- "I know.../Gift" (2014年1月29日)

石井健太郎プロデュース、First両A面シングル。
ユニット
- Labradorite "パンドラの箱"（2017年8月24日）
- Labradorite "Love" （2017年11月3日）

## 作詞提供
2012年
- KANSAI COLLECTION 2012 A/W オープニング楽曲作詞

2013年
- Flower /what i want...（シングル『太陽と向日葵』収録）

2014年
- GEM
  - BFF（シングル『We're GEM!』収録）
  - Do You Believe?
- SHINee / Perfect10（アルバム『I'm Your Boy』収録）
- ROMEO
  - I'm ALIVE（アルバム『ALIVE』収録）
  - Kiss&Smile（アルバム『ALIVE』収録）
  - Heart Attack（アルバム『ALIVE』収録）
- FUNCTION6ch / ゴールデンチケット（シングル『6STEP/ゴールデンチケット』収録）
- 塩ノ谷早耶香 / プレゼント（アルバム『Luna』収録）

2015年
- SUPER JUNIOR-D&E / Saturday night (アルバム『Present』収録)
- ROMEO
  - Last breath
  - NO NO NO
  - Run away
  - In The Forest
- GEM
  - No Girls No Fun (Co-writing)
  - You You You (Co-writing)
  - Delightful Days (Co-writing)
- SUPER JUNIOR-K.R.Y. / Point Of No Return (シングル『JOIN HANDS』収録)
- 大上陽奈子
  - ダイレクション（共作、シングル『ダイレクション/ココロノオクニ』収録）
  - ココロノオクに（シングル『ダイレクション/ココロノオクニ』収録）
- Dancing Dolls / ミチノセカイへ（Co-writing、シングル『ミチノセカイへ/ココロオドル』収録）
- Obento Idole / 星空ペンライト（シングル『あらしやまとなでしこ』収録）
- 羽多野渉 / The Late Show（シングル『覚醒のAir』収録）
- 横山ルリカ / New day（シングル『SHUT YOUR MOUTH!!!!!!』収録）

2016年
- PrizmaX / Let's prove it!! (シングル『UP＜UPBEAT』アフロ盤収録)
- ROZE / LINER (マキシシングル『PIPIPAL』収録)
- Hey! Say! JUMP / Special Love (アルバム『DEAR. 』収録)
- 横山ルリカ / Precious Love (アルバム『ミチシルベ』収録)

2017年
- ウマ娘 プリティーダービー / 鳥かごのロンリーバード(『STARTING GATE 04』収録)
- ROZE / buh-bye（シングル『buh-bye』収録）
- PINK CRES. / ラスラブ(アルバム『crescendo』収録)
- ITI
  - No.1
  - Make it special
  - I Just Want What I Want

2018年
- Obento Idole / KIMITONARA（シングル『ヒカリレジューム』収録）
- Lynn / You are my only one (TVアニメ『音楽少女』)

2019年
- mahina / YOU (Co-writing)
- 佐々木李子 / Departure (アルバム『カーテンコールを揺らして』収録)

2020年
- WAWAWA / Shooting Star (『百花繚乱ココロモヨウ』収録)

2021年
- 香西かおり / 五感 (『夢に酔わせて/五感』収録)

## ヴォイストレーナー
2011年よりヴォイストレーナーとしての活動を開始。
- River Art Place(2011-2013)
- MIKIミュージックサロン(2012-2019)
- アクターズスタジオ関西(2011-2019)
- その他、Sneaker Ages審査員、舞台歌唱指導、作詞指導など。

## 舞台
2012年5月29日
- JAGGERプロデュース『PRIME DAYS』出演　サキ役 （吹田市文化会館メイシアター、演出・脚本：虎本剛）